# 王国庆 (隋朝)
王国庆（?—?），隋朝泉州（治所在今福建省福州市鼓楼区）南安县（治所在今福建省南安市丰州镇）豪强、闽中民变领袖。
隋灭陈统一南北后，加强中央集权，江南豪强受到严重打击，于开皇十年（590年）十一月纷纷发动武装叛乱。婺州汪文进、越州高智慧、苏州沈玄侩都自称天子，设置百官。乐安蔡道人、蒋山李棱、饶州吴世华、永嘉沈孝彻、杭州杨宝英、交州李春等都自称大都督。大的叛乱势力有数万人，小的有数千人，遥相呼应。泉州南安县豪强王国庆也自称大都督，起兵反隋，攻占郡县，杀死官吏。
隋文帝命上柱国、内史令、越国公杨素为行军总管，率大军南征。杨素从京口南下，扫清一些豪强武装后，集中兵力进攻越州（今浙江绍兴）豪强高智慧，高智慧乘船逃走。杨素从余姚航海追至永嘉，高智慧拒战再败，率余部进入闽中，依附王国庆，联合围攻泉州城。隋泉州刺史刘弘守城百余日，部卒死亡过半，援绝粮尽，城破被杀。于是，附近各路叛军都归附王国庆。
杨素扫平浙南豪强武装后，隋文帝担心他过于劳累，下诏让他回朝修养。杨素认为还有叛军未被消灭，可能会成为后患，辞谢回朝诏令。随后，杨素乘传车到达会稽。王国庆认为海路艰阻，北方人不擅长水战，没有设置防备。不料，隋军从越州渡海而至。王国庆弃城逃走，其部众或退守山区，或逃踞海岛。杨素分遣部将海陆追击。王国庆准备到南海投靠“游艇子”（东晋卢循农民军漂泊于海上的余部的后裔）。杨素秘密派人劝说王国庆杀掉高智慧并投降。于是，王国庆逮捕高智慧，将其送往泉州处斩。不久，王国庆的余部都向杨素投降，江南恢复安定。